# SGS
SGS集团（法語：SGS S.A.，一般簡稱SGS，譯作「瑞士通用公证行」）是一家總部設在瑞士楚格，專門提供测试（Testing）、检验（Inspection）及认证（Certification）服务的跨國集團。
現代幾乎所有產品都有檢驗標準需要，故其業務客戶多種多樣，根據發布之2021年財務年報顯示，該集團在全球拥有2,600多个專業实验室和分支机构，聘僱96,000多名员工。

## 历史
在伦敦的国际贸易商们，包括许多来自法国、德国、匈牙利、地中海和美国等国家的贸易商们，在1878年成立了谷物与饲料贸易协会伦敦谷物贸易协会，以规范出口国家的货运单据，并解决与进口谷物品質相关的争议和流程。
同年，SGS在法国鲁昂成立了。一名年轻的拉脱维亚移民，看到了鲁昂作为全国最大的港口之一的商机，于是成立了SGS，在法国开展谷物装运的检验业务。他从一个奥地利的朋友那里借了钱，开始为运抵鲁昂的船运谷物进行检验，以此确认运输中由于粮食的损耗和被窃造成的损失。这一通过检验和核实谷物运抵进口商处的数量和品质的服务保护了出口商的权益。
两位创业者在1878年12月开始了商业合作，业务量增长迅猛。一年之内，公司便在利哈弗、敦克尔克、马赛设立了办事处。全产量担保服务(FOG)作为一项早期创新，如今仍然是SGS提供的服务之一，只要SGS被允许在装船和卸船时验货，FOG担保便会补偿出口商在运输过程中的谷物损失。
到1913年，SGS的业务大幅度增长。通过遍布欧洲的45个分支机构，公司的年检验能力达到2100万吨，成为谷物检验行业的领导者。1915年，第一次世界大战期间，SGS将总部从巴黎迁到了瑞士日内瓦，在一个中立国家继续其经营。1919年7月19日，公司确认采用作为公司名称。
20世纪中期，SGS开始提供测试、检验和认证等多元化服务，覆盖了工业、矿产、石化等行业。1981年，公司在股票交易所上市。2001年起，SGS形成了由10条业务线，覆盖全球10个地区经营的业务架构。

## 台灣
SGS集團於1952年在台灣設立「瑞商遠東公證股份有限公司台灣分公司」，成立初期在台北、基隆及高雄三大城市設立分公司。為配合國內產業升級及國際化的需求，SGS集團於1991年5月成立「台灣檢驗科技股份有限公司」，以擴大提供專業測試及技術服務。2016年「程智科技股份有限公司」加入SGS集團，SGS集團在台電子電器領域服務更臻完整。
2008年三聚氰胺事件，當年有許多客戶對於採購安全貨源的問題非常苦惱，因此希望SGS可以提供檢測合格廠商資訊做為採購參考的依據，因而成立「MSN安心資訊平台 （页面存档备份，存于）」。

## 服务
SGS有十大业务部门，分别向其对应的行业提供服务：
- 食品與农产服务 —可为贸易行、采购商、食品援助机构、银行和保险公司、加工厂，生命科学和农用化学品公司、种子生产者和农民等提供全面的服务包括农作物监测、农业操作审核、土壤测试、田间试验、土壤肥力管理、种子测试以及研究服务。

- 汽车服务 — 汽车服务包括为政府、制造商、贸易商、金融机构和保险公司提供机动车辆检测服务的设计、建设和实施等。

例如，eBay认可SGS向它的消费者提供车辆检验服务。
- 消费品检测服务 — 为纺织品、电器产品、家具、食品和电子产品等提供质量、符合性和消费品安全服务，包括产品评估、工厂审核、产品检验和装运控制。

- 环境服务 — 提供环境影响评价、审核、培训、空气和水质检测 （页面存档备份，存于）和气候变化服务，为政府和行业提供可持续发展解决方案。

- 政府及公共机构服务 — 确保产品符合法规要求，刺激经济增长，促进贸易的便捷高效，为政府和公共机构提供良好的监管，实现可持续发展。

- 工业服务 —  为石化、发电和传输、风能、建筑、制造和银行金融机构等行业提供安装、材料、设备、工具、项目各方面的品質和安全性测试。

- 生命科学服务 — 为制药和生物医药行业客户提供药物成分的临床研究，安全性和质量控制测试。

- 矿产服务 — 根据勘探、可行性试验、生产、贸易、商业应用、回收和关闭矿井等目的，对煤和焦炭、稀有金属和普通金属、钢材和炼钢原料、生物燃料、化肥、水泥、工业矿物和钻石等进行检测服务。

- 石化服务 —在勘探、评估、开发和生产等阶段对陆上和海上油田的石油和天然气提供勘察，分析和提取服务。此外,SGS还提供处理、储存和运输原油及天然气，提炼、分销和零售等服务。

- 国际认证服务 —为管理体系在品質、环境、健康和安全、社会责任、业务持续性等各方面提供审核、认证、培训和咨询服务，以确保其满足国际标准、本土标准或客户要求。

## 2010至2012年收购
2012年2月 - Roplex工程有限公司。英国
2012年1月 - CIMM TECNOLOGIASŸServicios SA，智利
2011十一月 - PfiNDE公司，美国康涅狄格州
2011年8月 - 环境检测公司（ETC），奥罗拉，科罗拉多州，美国
2011年8月 - Acumax（专有）有限公司，豪登省，南非
2011年7月 - 西蒙兹布里斯托PTY有限公司，布里斯班/昆士兰，非盟
2011年6月 - CORREL铁路有限公司，英国伯明翰
2011年5月 - 公司研究协会有限责任公司（ARA），格鲁吉亚，美国
2011年4月 - Sertec S.R.L.，利沃诺，意大利
2011年3月 - 农业食品安全检测实验室公司（AFL），加拿大安大略省圭尔夫
2011年2月 - 汽车控制设备评估服务（ACE），法国Bonneuil马恩河畔，
2011年1月 - ，比利时，Zulte Lippens Geotechniek
2011年1月 - NviroCrop集团，波切夫斯特鲁姆，南非
2011年1月 - 在英国的化学特性业务
2011年1月 - 天津天保建筑材料测试联合有限公司，天津
2011年1月 - 国际电器认证中心有限公司，香港
2010年11月-的M -扫描组，沃金厄姆（英国），西切斯特（PA，美国），日内瓦（瑞士），弗赖堡（德国）
2010年8月-Am'Tech医疗，塞夫尔，法国。
2010年7月-Assayers加拿大（也称为矿物环境实验室有限公司），温哥华，加拿大。
2010年3月—智利Verilab SA公司
2010年1月— 荷兰Intron集团
2010年1月— 与Halliburton公司签订合作协议
2009年9月— 波兰EKO-PROJEKT有限公司
2009年2月 —  捷克Ustav Paliv a Maziv公司
查询SGS所有收购记录(2005年以后)请访问 SGS acquisitions

## 外部連結
- 官方网站
- SGS安心資訊平台 （页面存档备份，存于）
- SGS 管理學院 （页面存档备份，存于）
- SGS台灣官方网站（页面存档备份，存于）
- SGS證食安心 Facebook粉絲專頁
- SGS香港官方网站（页面存档备份，存于）
- SGS中国官方网站
- 其他质检公司（页面存档备份，存于）